# ثابت کیهان‌شناسی
ثابت کیهان شناسی یا ثابت کیهانی (که اغلب با حرف یونانی لامبدا بزرگ Λ مشخص می‌شود) در علم فیزیک کیهانی جهت اصلاح نظریه اولیه نسبیت عام توسط آلبرت اینشتین برای دستیابی به جهان ایستا ارائه شد. بعد از مشاهدات ادوین هابل اینشتین تسلیم شد و نشان داد که جهان ممکن است ایستا نباشد بطوری‌که او اساس نظریه‌اش را بر مفهوم تغییرات در جهان بنا نهاد. اگر چه مشاهدات جهان شتاب دار در سال ۱۹۹۸ دوباره نظرها را به سمت ثابت کیهان‌شناسی معطوف نمود.
ثابت کیهانشناسی Λ در معادلات میدان اینشتین با فرم زیر ظاهر می‌شود.
{\displaystyle R_{\mu \nu }-{\frac {1}{2}}R\,g_{\mu \nu }+\Lambda \,g_{\mu \nu }={8\pi G \over c^{4}}T_{\mu \nu }}
که R اسکالر ریچی و g تانسور متریک یا سنجه و T تانسور ضربه-انرژی نام دارند.